# James A. Long
James A. Long (York, Pennsylvania, 27 augustus 1898 – Californië, 19 juli 1971) was theosoof en president van de Theosophical Society Pasadena.

## Levensloop
Long werd geboren in een arm gezin. Als kleine jongen kreeg hij polio en zou daar zijn hele leven de gevolgen van dragen. Long had een carrière in het bedrijfsleven. Tijdens de Tweede Wereldoorlog was hij management consultant bij het Ministerie van Defensie in Washington D.C.. Later kreeg hij een baan bij het Ministerie van Buitenlandse Zaken.
Na een lange zoektocht naar een levensfilosofie die hem kon bevredigen, werd hij in 1935 lid van de Theosophical Society Pasadena. Hij werkte nauw samen met Kolonel Arthur L. Conger. Hij hielp Conger met het tijdschrift van de afdeling en gaf zelf een klein maandblad uit: Theosophical Nuggets. Dit maandblad zou verschijnen van 1940 tot 1944.
Conger werd president van de Society Pasadena in oktober 1945. Long werd benoemd als kabinetsmedewerker. In 1947 verliet Long het Ministerie en ging op pensioen. Hij werd voltijds medewerker aan het hoofdkwartier van de Society, toen gevestigd in Covina, Californië.
In december 1950 zond Conger Long op wereldtournee. Zijn opdracht was contacten leggen met de leden van de verschillende afdelingen. Long ging naar Engeland. Hij kreeg van Conger de opdracht om de Esoterische Sectie te sluiten en dit ook te doen in alle andere landen die hij zou bezoeken. Long bezocht Zweden, Duitsland, Nederland en Australië. Hij keerde terug naar het hoofdkwartier enkele dagen voor de dood van Conger op 21 februari 1951. Op het General Congress of the Theosophical Society Pasadena, gehouden op 15 april 1951, bracht Long verslag uit van zijn wereldtournee.
Hoewel er onenigheid ontstond over de opvolging, werd Long toch als president van de Society verkozen. De periode van zijn leiderschap werd vooral gekenmerkt door het belang dat hij hechtte aan de toepassing van theosofie in het dagelijks leven. Hij richtte het tijdschrift Sunrise op als brug tussen theosofie en het publiek. In elk nummer werden theosofische perspectieven gegeven op relevante ontwikkelingen in religie, filosofie en wetenschap. Tevens vermeldde het tijdschrift studies over oude en moderne theosofie. 
Na het overlijden van Long werd hij opgevolgd door Grace F. Knoche.